# Le Morne Brabant
Le Morne Brabant és una península a la punta de l'extrem sud-occidental de l'Illa Maurici a l'oceà Índic al costat de sobrevent de l'illa. Es destaca per un monòlit basàltic del mateix nom amb un cim de 556 metres sobre el nivell del mar. El cim té una superfície de més de 12 hectàrees.Està inscrit a la llista del Patrimoni de la Humanitat de la UNESCO des del 2008
Hi ha moltes coves i ràfecs en els vessants costeruts. Està envoltat en gran part per una llacuna i és una atracció turística molt coneguda. És també un refugi per a dos plantes rares, la Mandrinette i la Boucle d'Oreille.
La península va ser notòria a principis del segle xix com un refugi per als esclaus fugitius. Després de l'abolició de l'esclavitud a l'illa Maurici, l'1 de febrer de 1835 una expedició de la policia va viatjar fins allà per informar els esclaus que havien estat alliberats. No obstant això, el propòsit de l'expedició va ser incomprès i els esclaus varen saltar a la seva mort des de la roca. Des de llavors la data és celebrada pels criolls de Maurici com la commemoració anual de l'abolició de l'esclavitud.